# Makuta Nkondo
Augusto Pedro Makuta Nkondo, mais conhecido por Makuta Nkondo (Tomboco, 5 de abril de 1948), é um político e jornalista angolano.

## Biografia
Augusto Pedro Makuta Nkondo nasceu na aldeia de Ienga, que está localizada na comuna de Quinsimba, município de Tomboco, província do Zaire, em 5 de abril de 1948.
Membro activo das tradições tribais congolesas, já participou em diversas resoluções de questões envolvendo seu povo,
É casado e pai de 7 filhos.

### Vida académica e profissional
Licenciado em biologia pela Universidade Agostinho Neto (UAN) e mestrado em sociologia na Universidade Católica de Nossa Senhora de Assunção do Paraguai.
Trabalhou no do Ministério das Pescas de Angola, tendo participado na criação da antiga academia de pescas.

### Carreira no jornalismo
É jornalista de profissão, membro do MISA Angola e filiado no sindicato dos jornalistas angolanos.
Tendo passado pela Agência Angola Press (Angop) em 1979, foi representante e correspondente da Agência France-Presse (AFP) em Angola. Trabalhou pelo jornal Angolense até as suas portas fecharem, bem como, exerceu os mesmos ofícios para o jornal Semanário Folha 8.

### Carreira política
Desde muito cedo, envolveu-se na política, tendo sido um dos pioneiro da Frente Nacional de Libertação de Angola (FNLA) e
Secretário da Delegação do Governo Revolucionário de Angola no Exílio (GRAE).
Foi detido 13 vezes pela Direcção de Informação e Segurança de Angola (DISA), tendo a última sucedido no ano de 1985, ficando quatro meses preso, sob a acusação de tentativa de golpe de Estado, por ter visitado o Primeiro Conselheiro da Embaixada da antiga República do Zaire.
Depois da assinatura do acordo de Alvor foi expulso do país pelas Forças Armadas Populares de Libertação de Angola, obrigando a se exilar no Zaire. Entrou novamente em Angola através de Matadi e Nóqui, em 1975, como Comissário Politico (Seccionario) da FNLA.
De 2007 a 2012 foi assessor do presidente da União Nacional para a Independência Total de Angola (UNITA) e de 2008 a 2012 Deputado da II Legislatura pela Bancada Parlamentar da UNITA.
Em 28 de Setembro de 2017 tomou posse deputado do grupo parlamentar da Convergência Ampla de Salvação de Angola - Coligação Eleitoral (CASA-CE), como representando o Círculo Eleitoral Provincial do Zaire, na Assembleia Nacional de Angola.